# Bruno Méndez
Bruno Méndez López (La Roda, Asturias, España; 16 de abril de 1990) es un piloto de automovilismo español. En 2009 se proclamó campeón de la primera edición de la European F3 Open (actual Eurofórmula Open).

## Trayectoria

### Inicios
A la edad de 5 años su padre Jesús le compró su primer kart. Al mismo tiempo Jesús y su hermano Alejandro deciden construir un circuito de karting en Tapia. A los siete años sus padres deciden llevarlo a competir a los campeonatos de Asturias, Galicia y Castilla y León. En el año 2000 se proclama campeón del campeonato de Castilla y León, de la Copa de Asturias y del Trofeo Indoor Telefónica Santiago de karting en la categoría Cadete. En 2002 y 2003 se proclama campeón de Asturias en la categoría Yamaha, además vence en algunas pruebas nacionales. Durante esta etapa, su padre, un gran conocedor de la mecánica de los karts, fue su mecánico.
En 2004, da el salto a un equipo de karting catalán para competir en la categoría júnior y, ese año, se proclama campeón de Cataluña y subcampeón de España. Al año siguiente, compite con el mismo equipo en la categoría Inter-A. Se proclama subcampeón de Cataluña y termina cuarto en el campeonato de España. Consigue el séptimo mejor crono en el campeonato de Europa ICA pero no logra clasificarse.
Debutó en los fórmulas en la temporada 2006 compitiendo en el certamen del Master Junior Fórmula de Emilio de Villota. En las primeras carreras tiene problemas, pero a mitad de temporada consigue varias victorias y llega a la última prueba con claras opciones a proclamarse campeón, aunque al final se tiene que conformar con el subcampeonato.

### Fórmula 3

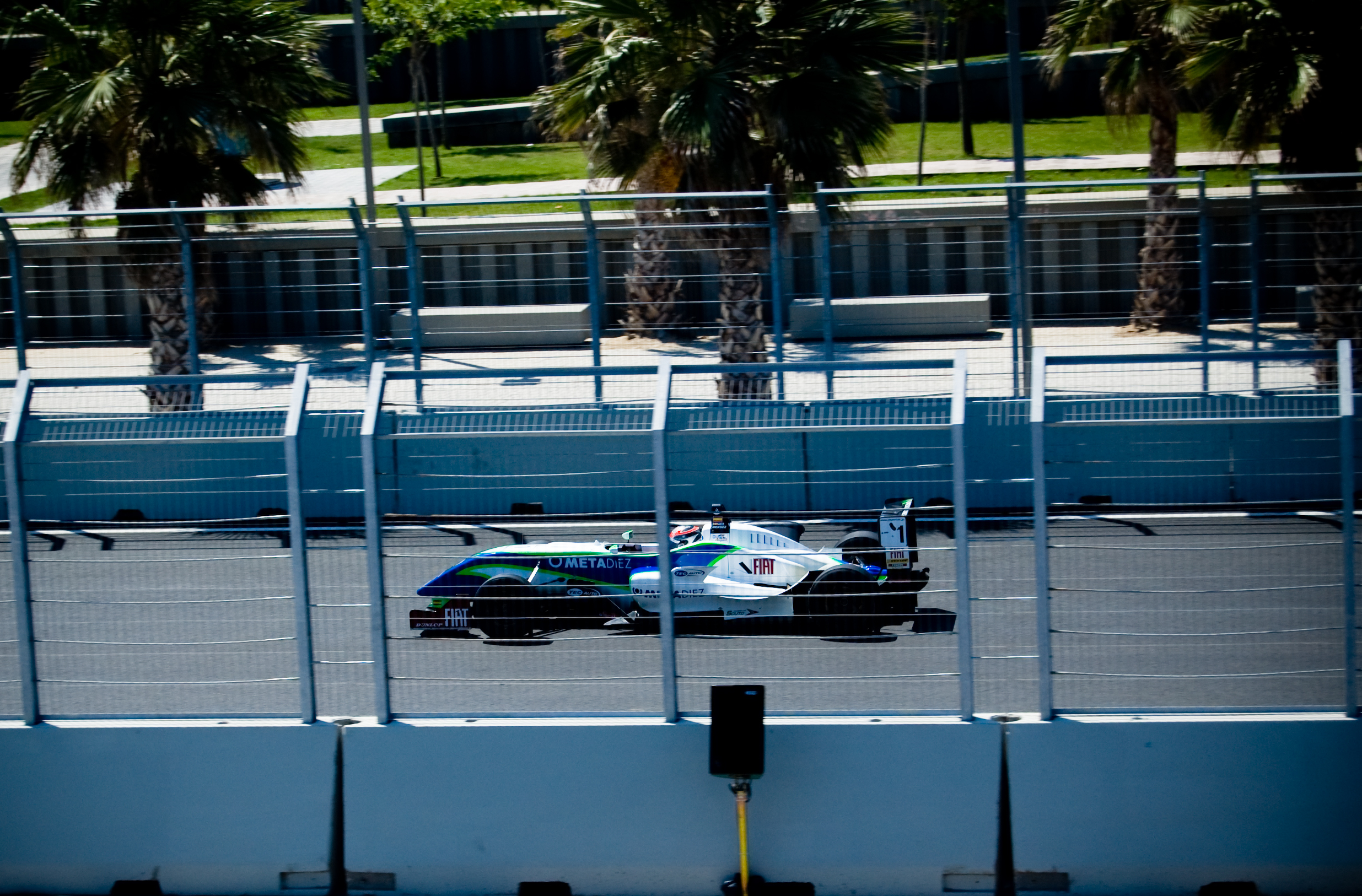
Bruno Méndez en el Valencia Street Circuit con TEC-Auto (2008)

Gracias a esos resultados, Emilio decide subirlo a su escudería del Campeonato de España de Fórmula 3. En su primera temporada logra una destacada séptima posición final con dos podios como mejores resultados y siendo uno de los mejores rookies del campeonato. La temporada siguiente cambia a la Escudería TEC-Auto, donde logra su primera victoria en la primera ronda disputada en el Circuito del Jarama. Tras una temporada irregular termina quinto a 22 puntos del líder.
El año 2009 el campeonato cambió su denominación a European F3 Open, Bruno había fichado por Campos Racing y se postulaba como favorito a llevarse el campeonato. Durante toda la temporada mantuvo una gran batalla con Celso Míguez y tras una emocionante última carrera, el 1 de noviembre de 2009 Méndez se proclama primer campeón del European F3 Open.

### Buscando un camino
Al finalizar 2009 disputa la última ronda de la Fórmula Renault 3.5 para prepararse de cara a la temporada siguiente, donde correría todo el campeonato con el equipo FHV Interwetten. Tanto él como su compañero Sergio Canamasas tienen que lidiar con un monoplaza muy poco competitivo y finalmente decide perderse la última ronda para correr en la Superleague Fórmula sustituyendo a María de Villota. También iba a seguir en la siguiente ronda, pero se lesionó un pulgar en la segunda carrera de Ordos, por lo que fue sustituido por Paul Meijer.
En 2011 es llamado por el equipo del concesionario Autosa Tormes para ser su piloto oficial en la temporada 2011 de la MINI Challenge España, con Álex Royo como su compañero, paralelamente, Adrián Campos le llama para que ocupe uno de sus monoplazas para disputar parte de la Temporada 2011 de Auto GP sustituyendo a Jon Lancaster. Como mejor resultado destaca un podio en Hungaroring. En la MINI completan una gran temporada con varios podios que les valieron originalmente para ser subcampeones, pero tras una descalificación en la ronda del Circuit Ricardo Tormo anunciada en febrero del año siguiente sin motivo oficial, Bruno pasaba a ser séptimo y posicionar a Autosa cuarta en el trofeo de Concesionarios.
Bruno inicia 2012 realizando un test con Sam Schmidt Motorsport para correr en la Indy Lights, pero no consigue el presupuesto necesario para disputarla y decide tomarse un año sabático.
En 2013 se une a Drivex para disputar una temporada entera del Campeonato de España de Resistencia dentro de la Clase 2. Lograría muy buenos resultados, pero al final de la temporada salió a la luz que había dado positivo en un control antidopaje realizado en el Circuito de Jerez, por lo que quedaba descalificado de los resultados de ese evento e inhabilitado de cualquier competición profesional por cuatro años.
Tras el fin de su sanción, volvería a esa competición 2018 para correr en el Circuito del Jarama con un Clio IV de Chefo Sport, repetiría en más rondas para la temporada siguiente.

### Vuelta al panorama
En 2020 planeaba unirse al Campeonato de España de Montaña pero la pandemia le hizo replantearse sus planes y finalmente disputó el Campeonato de España de Karting en la categoría KZ2, donde terminaría sexto con 152,5 puntos. En 2021 cambió a la categoría KZ con el DG Motorsport hasta que tuvo que abandonar prematuramente la temporada debido a un grave accidente sufrido en el karting de Recas. En 2023 participa en el Campeonato de España de Eco-Rallyes, donde queda subcampeón en la clase de Vehículos Híbridos con su copiloto Manuel Soler.

## Resumen de trayectoria
| Temporada | Series                     | Escudería                 | Carreras | Victorias | Poles | VR | Podios | Puntos | Pos. |
| --------- | -------------------------- | ------------------------- | -------- | --------- | ----- | -- | ------ | ------ | ---- |
| 2006      | Master Junior Fórmula      | ?                         | 15       | 6         | 0     | 3  | 10     | 315    | 2.º  |
| 2007      | Campeonato de España de F3 | emiliodevillota.com       | 16       | 0         | 0     | 0  | 2      | 57     | 7.º  |
| 2008      | Campeonato de España de F3 | TEC Auto                  | 17       | 1         | 0     | 0  | 4      | 67     | 5.º  |
| 2008      | Euroseries 3000            | Bull Racing               | 4        | 0         | 0     | 0  | 0      | 8      | 16.º |
| 2008      | Euroseries 3000            | Sighinolfi Autoracing     | 4        | 0         | 0     | 0  | 0      | 8      | 16.º |
| 2009      | European F3 Open           | Campos Racing             | 16       | 4         | 2     | 8  | 11     | 145    | 1.º  |
| 2009      | Fórmula Renault 3.5 Series | RC Motorsport             | 2        | 0         | 0     | 0  | 0      | 0      | 39.º |
| 2010      | Fórmula Renault 3.5 Series | FHV Interwetten.com       | 14       | 0         | 0     | 0  | 0      | 5      | 23.º |
| 2010      | Superleague Fórmula        | Atlético de Madrid        | 2        | 0         | 0     | 0  | 0      | -      | -    |
| 2011      | Auto GP                    | Campos Racing             | 9        | 0         | 0     | 0  | 1      | 22     | 13.º |
| 2011      | Fórmula 3 Británica        | Hitech Racing             | 3        | 0         | 0     | 0  | 0      | 1      | 25.º |
| 2011      | MINI Challenge España      | Autosa Tormes Competición | 12       | 2         | 1     | 1  | 4      | 203    | 7.º  |
| 2011      | CER - Clase 2              | Autosa Tormes Competición | 2        | ?         | ?     | ?  | ?      | ?      | ?    |
| 2013      | CER - Clase 2              | Drivex                    | 11       | 0         | ?     | ?  | 3      | 129    | 8.º  |
| 2018      | CER - Clase 2              | Chefo Sport               | 2        | 0         | 0     | 0  | 0      | 14     | 25.º |
| 2019      | CER - Clase 2              | Chefo Sport               | 6        | 1         | ?     | ?  | 2      | 112    | 18.º |
| Fuente:   |                            |                           |          |           |       |    |        |        |      |

## Resultados

### Fórmula Renault 3.5
| Temporada | Escudería           | CAT | CAT | SPA | SPA | MON | HUN | HUN | SIL | SIL | BUG | BUG | ALG | ALG | NÜR | NÜR | ALC | ALC | Puntos | Posición |
| --------- | ------------------- | --- | --- | --- | --- | --- | --- | --- | --- | --- | --- | --- | --- | --- | --- | --- | --- | --- | ------ | -------- |
| 2009      | RC Motorsport       |     |     |     |     |     |     |     |     |     |     |     |     |     |     |     | Ret | 19  | 0      | 39.º     |
| Temporada | Escudería           | ALC | ALC | SPA | SPA | MON | BRN | BRN | MAG | MAG | HUN | HUN | HOC | HOC | SIL | SIL | CAT | CAT | Puntos | Posición |
| 2010      | FHV Interwetten.com | Ret | 15  | DNS | 11  | Ret | Ret | 19  | 14  | 6   | 14  | 19  | 14  | 14  | Ret | 16  |     |     | 5      | 23.º     |